# 미국 유대인
미국 유대인(영어: American Jews)은 문화, 민족, 종교에 관계없이 유대인인 미국 시민이다. 오늘날 미국의 유대인 공동체는 주로 아슈케나즈 유대인들로 구성되어 있는데, 이들은 중앙유럽과 동유럽의 디아스포라 유대인 인구에서 파생되어 미국 유대인 인구의 약 90~95%를 차지한다.
아슈케나즈 유대인들의 대량 이민 이전의 식민지 시대 동안, 포르투갈을 통해 도착한 스파라드 유대인들은 미국의 당시 소수 유대인 인구의 대부분을 대표했고, 그들의 후손들이 오늘날 소수이지만, 그들은 다른 유대인 공동체들과 함께 미국 유대인들의 나머지를 대표한다, 그 중에는 최근의 스파라드 유대인, 미즈라흐 유대인, 베타 이스라엘-에티오피아 유대인, 다양한 다른 민족 유대인 공동체, 유대교로 개종한 소수의 사람들도 포함된다. 미국의 유대인 공동체는 광범위한 유대인 문화적 전통을 보여주며, 유대인 종교적 준수의 모든 스펙트럼을 포함한다.
종교적 정의와 다양한 인구 자료에 따라, 미국은 이스라엘 다음으로 세계에서 가장 큰 또는 두 번째로 큰 유대인 공동체를 가지고 있다. 2020년 기준으로 미국의 핵심 유대인 인구는 760만 명으로 미국 전체 인구의 2.4%를 차지한다. 여기에는 자신의 종교를 유대인이라고 밝힌 490만 명의 성인, 종교가 없는 120만 명의 유대인 성인, 160만 명의 유대인 어린이가 포함된다. 미국 인구의 4.5%를 차지하는 미국 유대인 인구는 적어도 한 명의 유대인 조부모가 있고 귀환법에 따라 이스라엘 시민권을 받을 자격이 있는 사람들로 구성되어 있다.

## 인구 통계
2020년 기준으로 미국 유대인 인구는 신분 확인 방법에 따라 세계에서 가장 많거나 세계에서 (이스라엘에 이어) 두 번째로 많다.
정확한 인구 수치는 유대인들이 할라카의 고려 사항에 근거하여 설명되는지 아니면 세속적, 정치적, 조상들의 신원 확인 요소에 따라 달라진다. 2001년 기준으로 미국에는 약 400만 명의 유대교 신자가 있으며, 이는 미국 인구의 약 1.4%이다. 유대인청에 따르면 2017년 이스라엘에는 650만 명(세계 유대인 인구의 49.3%)의 유대인이 거주하고 있는 반면 미국에는 530만 명(40.2%)이 거주하고 있다.
갤럽과 퓨 리서치 센터의 조사 결과에 따르면, "미국 성인 인구의 최대 2.2%가 유대인 자기 정체성에 대한 어느 정도의 근거를 가지고 있다."
2020년 미국 유대인 연감에서 인구학자 아놀드 대셰프스키와 아이라 M. 셰스킨은 미국 유대인 인구가 총 715만 명으로 미국 인구 3억2950만 명의 2.17%를 차지한다고 추정했다.
2012년 인구통계학자들은 이전의 더 높은 추정치의 방법론적 실패를 인용하여 핵심 미국 유대인 인구(종교 및 비종교인 포함)를 5,425,000명(2012년 미국 인구의 1.73%)으로 추정했다. 다른 소식통들은 그 수가 약 650만 명이라고 말한다.

## 미국 유대인 문화
미국으로의 유대인 이민의 마지막 주요 물결(동유럽에서 온 2,000,000명이 넘는 유대인들이 1890년에서 1924년 사이에 도착) 이후, 미국의 유대인 세속 문화는 더 넓은 미국 문화와 거의 모든 중요한 방식으로 통합되었다. 유대인 미국 문화의 많은 측면들이 차례로 미국의 더 넓은 문화의 일부가 되었다.

### 언어
오늘날 대부분의 미국 유대인들은 영어를 모국어로 사용한다. 일부 미국 유대인 공동체 내에서는 여전히 다양한 다른 언어들이 사용되며, 이는 미국 유대인 전체 인구를 구성하는 세계 각국의 다양한 유대 민족 분열을 대표한다.
미국에는 다양한 히스패닉계 유대인들이 살고 있다. 가장 오래된 공동체는 뉴네덜란드의 스파라드 유대인 공동체이다. 그들의 조상들은 네덜란드를 위한 종교재판 동안 스페인이나 포르투갈을 떠났고, 그 후 뉴네덜란드로 왔다. 비록 그들이 히스패닉으로 여겨져야 하는지에 대한 논쟁이 있다. 특히 마이애미와 로스앤젤레스에 있는 일부 히스패닉계 유대인들은 라틴아메리카에서 이주했다. 가장 큰 그룹은 공산주의 혁명 후 쿠바를 탈출한 사람들 (유대인으로 알려진), 아르헨티나 유대인, 그리고 더 최근에는 베네수엘라 유대인들이다. 아르헨티나는 가장 많은 유대인 인구를 가진 라틴아메리카 국가이다. 마이애미 지역에는 스페인어로 예배를 드리는 많은 수의 유대교 회당이 있다. 마지막 히스패닉계 유대인 공동체는 스페인과 포르투갈이 종교재판 동안 도망친 유대인의 후손들에게 시민권을 준 후 포르투갈이나 스페인에서 최근에 온 사람들일 것이다. 위에 나열된 모든 히스패닉계 유대인 그룹은 스페인어 또는 라디노어를 사용한다.

### 문학
비록 미국 유대인들이 미국 예술에 전반적으로 큰 기여를 했지만, 여전히 명백하게 유대인인 미국 문학이 남아 있다. 유대인 미국 문학은 종종 미국에서 유대인이 된 경험과 세속 사회와 역사의 상충되는 끌림을 탐구한다.

## 같이 보기
- 유대인
- 유대교
- 히브리어
- 이스라엘
- 탈무드